# جسر المسيب
جسر المسيب يعد من أشهر الجسور في العراق، شُيد أول مرة من الخشب، في العهد العثماني عام 1768 بطريقة عسكرية حربية، وعلى مرحلتين، خوفا من اندلاع ثورة في منطقة الفرات الأوسط. وأعيد أعماره وتحويله إلى جسر حديدي في زمن الاحتلال الإنجليزي عام 1937، ولا يزال حتى الآن، يتوسط مدينة المسيب شمال محافظة بابل، على بعد 60 كم جنوب العاصمة بغداد.

## التاريخ
يعود جسر المسيب إلى الحقبة العثمانية، فقد شيّد أول مرة بطريقة بدائية وكان من قوارب خشبية مرصوفة مع بعضها، تطفوا فوق سطح الماء، وخلال العهد الملكي استبدل الخشب بالحديد في إعادة بنائه، وافتتح من قبل رئيس الوزراء آنذاك جميل المدفعي في عام 1938. يعاني الجسر من الإهمال خلال الأعوام الأخيرة.

## الشهرة
جاءت شهرته من الأغنية المعروفة «على جسر المسيب سيبوني» التي يتغنى بها الفنانين العرب، غناها الفنان ناظم الغزالي، ومطرب المقام العراقي يوسف عمر، وأيضًا الفنان كاظم الساهر، والفنان وليد الشامي.

## الموقع
يقع الجسر على نهر الفرات في وسط مدينة المسيب قرب جامع المسيب الكبير، وسوق المسيب.